# Loboc
Loboc is een gemeente in de Filipijnse provincie Bohol. Bij de census van 2015 telde de gemeente bijna 16 duizend inwoners.

## Geografie

### Bestuurlijke indeling
Loboc is onderverdeeld in de volgende 28 barangays:
| - Agape - Alegria - Bagumbayan - Bahi-an - Bonbon Lower - Bonbon Upper - Buenavista - Bugho - Cabadiangan - Calunasan Norte - Calunasan Sur - Camayaan - Cambance - Candabong | - Candasag - Canlasid - Gon-ob - Gotozon - Jimilian - Oy - Poblacion Sawang - Poblacion Ondol - Quinoguitan - Taytay - Tigbao - Ugpong - Valladolid - Villaflor |

## Demografie
Loboc had bij de census van 2015 een inwoneraantal van 15.993 mensen. Dit waren 319 mensen (2,0%) minder dan bij de vorige census van 2010. Ten opzichte van de census van 2000 was het aantal inwoners gegroeid met 259 mensen (1,6%). De gemiddelde jaarlijkse groei in die periode kwam daarmee uit op 0,11%, hetgeen lager was dan het landelijk jaarlijks gemiddelde over deze periode (1,84%).

De bevolkingsdichtheid van Loboc was ten tijde van de laatste census, met 15.993 inwoners op 57,65 km², 277,4 mensen per km².

## Geboren in Loboc
- Simeon Toribio (3 september 1905), atleet (overleden 1969).